# Chibiabos
Chibiabos (Chipiapoos, Jiibayaabooz, Chibia'bos, Chipiapoo, Jibiaboz, Cipyapos, Cipyapus, Chipiyabos, Tcibia'bos. Cheeby-aub-oozoo), Chibiabos je voljeni brat kulturnog heroja Nanabozhoa u tradicionalnim pričama mnogih Chippewa (Anishinabe) zajednica, kao i kod plemena Potawatomi, Algonquin, Meskwaki. Prema nekim verzijama, Chibiabos i Nanabozho su blizanci; prema drugima, Chibiabos je Nanabozhov mlađi brat; a u još nekim pričama, Chibiabosa je usvojio Nanabozho kao svog brata. U nekim zajednicama Chibiabos, kao i njegov brat, povezivan je sa zečevima (njegovo ime doslovno znači "zec duh"), ali u drugim je bio duh vuka koji se često predstavljao u fizičkom obliku vuka. Chibiabosa su ubili vodeni duhovi (obično identificirani kao vodene pantere ili rogate zmije), čime je pokrenut nasilan lanac događaja koji je uključivao uništenje zemlje potopom. Nakon toga, Nanabozho je prihvatio da ne može vratiti svog brata u život, pa je Chibiabos postao vladar podzemlja. Prikazan je kao dobro i ljubazno biće koje se dobro brine o zemlji mrtvih.